# Jean-Pascal Barraque
Jean-Pascal Barraque, född 24 april 1991, är en fransk rugbyspelare. Han ingick i det franska lag som tog guld i sjumannarugby vid OS 2024 i Paris.